# Tipula (Microtipula) effulta
Tipula (Microtipula) effulta is een tweevleugelige uit de familie langpootmuggen (Tipulidae). De soort komt voor in het Neotropisch gebied.